# Tufão Pongsona
O Tufão Pongsona foi o último tufão da temporada de tufões no Pacífico de 2002 e foi o segundo desastre mais caro dos Estados Unidos em 2002, atrás apenas do furacão Lili. O nome "Pongsona" foi contribuído pela Coreia do Norte para a lista de ciclones tropicais no Pacífico e é o nome coreano para o bálsamo de jardim. Pongsona desenvolveu-se em 2 de dezembro a partir de uma área de mau tempo e intensificou-se continuamente até atingir o status de tufão em 5 de dezembro. Em 8 de dezembro, passou pelo Guam e pelas Ilhas Marianas do Norte, enquanto estava perto de seus ventos de pico de 175 km/h (110 mph 10 -min). Por fim em 11 de dezembro, virou-se para o nordeste, enfraqueceu e se tornou extratropical.
O tufão Pongsona produziu fortes rajadas de vento com pico de 290 km/h (183 mph 1 minuto), que deixaram toda a ilha de Guam sem energia e destruiu cerca de 1.300 casas. Com fortes padrões de construção e experiência de repetidos desembarques de tufões, não houve mortes diretamente relacionadas a Pongsona, embora tenha havido uma morte indireta por vidro voando. Os danos na ilha totalizaram mais de US $ 730 milhões (US $ 2002), fazendo de Pongsona um dos cinco tufões mais caros da ilha. O tufão também causou grandes danos na Rota e em outras partes das Ilhas Marianas do Norte e, como resultado do impacto, o nome foi retirado.

## História meteorológica
Durante o final de novembro, uma área de convecção persistiu cerca de 625 quilômetros (390 mi) leste-sudeste de Pohnpei. As imagens de satélite indicaram um amplo giro ciclônico nos níveis mais baixos da atmosfera, e um vale foi localizado próximo à superfície. O distúrbio desenvolveu bandas de chuva e gradualmente se tornou mais bem organizado. Em 2 de dezembro, o sistema tinha uma circulação de baixo nível alongada, localizada ao sul da convecção. Às 06:00 Naquele dia UTC, a Agência Meteorológica do Japão (JMA) classificou o sistema como uma depressão tropical de cerca de 735 km (450 mi) leste-nordeste de Pohnpei. Pouco tempo depois, o Joint Typhoon Warning Center (JTWC) emitiu um alerta de formação de ciclone tropical, e em 1800 UTC em 2 de dezembro, a agência classificou o sistema como Depressão Tropical 31W. Inicialmente, a depressão mudou para oeste-noroeste, e no início de dezembro 3 o JTWC classificou o sistema como uma tempestade tropical.
Inicialmente, a circulação foi exposta a partir da convecção, embora tenha sido capaz de se intensificar na tempestade tropical Pongsona em 1200 UTC em 3 de dezembro enquanto localizado 375 km (230 mi) a nordeste de Pohnpei. Virou para oeste em dezembro 4, devido a uma crista ao norte. Ele se intensificou lentamente, desenvolvendo uma característica ocular em dezembro 5 Naquele dia, tanto o JTWC quanto o JMA elevaram Pongsona a um tufão por volta de 1150 km (715 mi) sudeste de Guam.

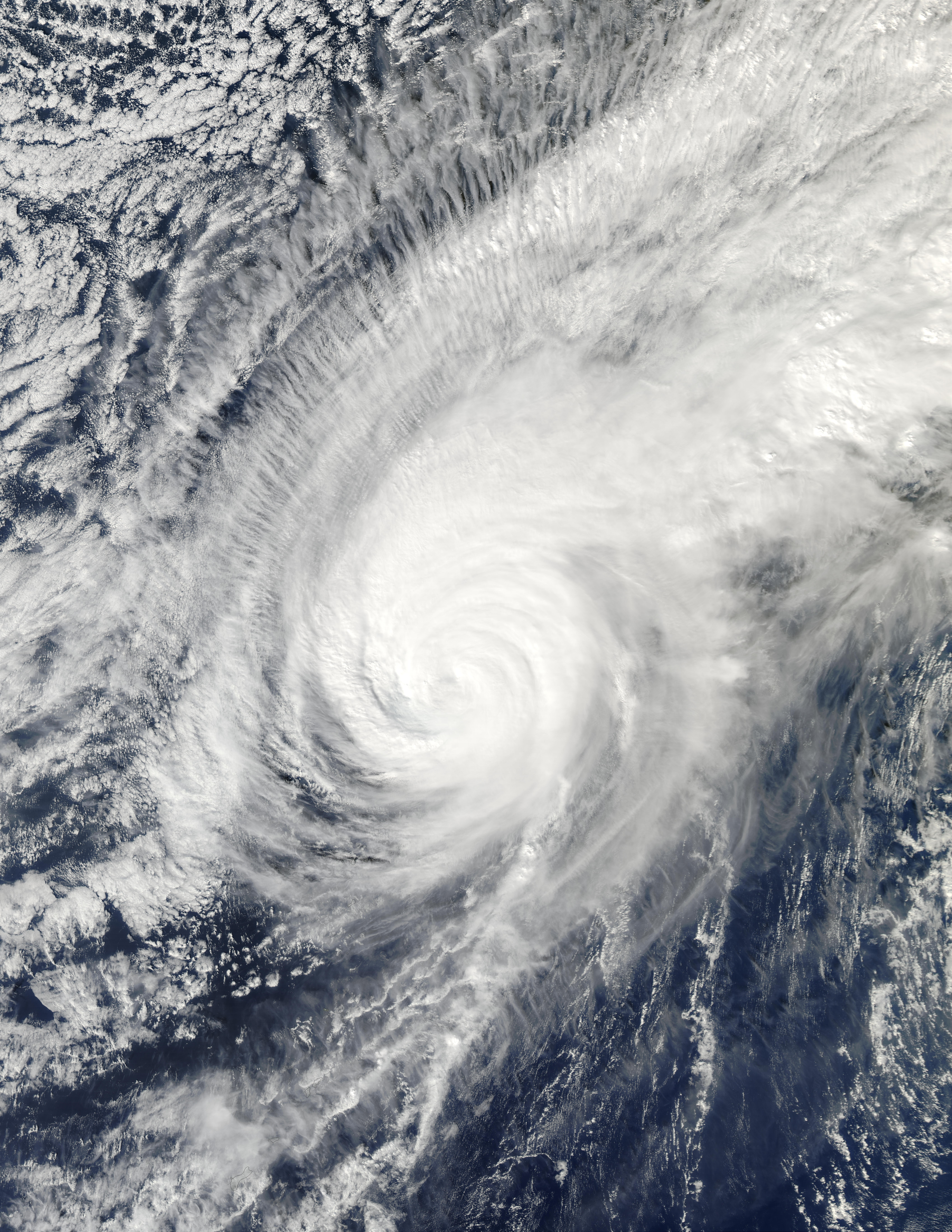
Tufão Pongsona enfraquecendo em 10 de dezembro

Enquanto continuava geralmente para o oeste, o olho de Pongsona gradualmente se tornou mais organizado. Um ciclone baroclínico a leste do Japão enfraqueceu a crista, o que fez com que o tufão se voltasse mais para o noroeste. No final de 7 de dezembro, Pongsona desenvolveu um 55 bem definido km (35 mi) olhos bem abertos ao se aproximar de Guam. Depois que o tufão passou por um rápido aprofundamento, o JTWC estimou que Pongsona atingiu o pico de ventos de 273 km/h (150 mph1 minuto sustentado ), tornando-o um supertifão. Às 05:00 UTC em 8 de dezembro, a parede do olho atingiu Guam e, duas horas depois, a porção norte da parede do olho cruzou a vizinha Rota. Naquela época, a JMA estimou que Pongsona atingiu um pico de intensidade de 175 km/h (110 ventos de10 min mph) ao norte de Guam. O tufão virou para o norte-noroeste através de uma fraqueza na crista subtropical a uma curta distância a oeste das Ilhas Marianas do Norte. Em 9 de dezembro, a convecção começou a enfraquecer quando Pongsona começou a interagir com um sistema de latitude média ao norte. O ar seco foi arrastado na porção sudoeste da circulação, e a circulação ficou exposta pela convecção decrescente. Como resultado, tanto o JTWC quanto o JMA declararam Pongsona como um ciclone extratropical em 11 de dezembro por volta de 1400 km (865 mi) a noroeste da Ilha Wake.
O Serviço Meteorológico Nacional de Guam emitiu um alerta de tempestade tropical para as Ilhas Marshall logo depois que Pongsona se transformou em tempestade tropical, e um dia depois foram emitidos relógios para Chuuk. Em 5 de dezembro, o serviço emitiu avisos de tempestade tropical para partes dos Estados Federados da Micronésia. Como Pongsona se tornou um tufão, o escritório do Serviço Nacional de Meteorologia de Guam emitiu um alerta de tufão para Guam, Rota, Saipan e Tinian, que foi atualizado para um aviso de tufão por volta de 23 horas antes do início dos ventos com força de tempestade tropical; avisos de tufão também foram emitidos para a ilha despovoada de Aguigan. Um dia antes do tufão se espalhar pelas Ilhas Marianas, o JTWC previu que Pongsona passaria bem a leste da área. Apesar de uma trilha mais para o oeste do que o previsto, as previsões permaneceram estagnadas até a manhã de 8 de dezembro, quando os meteorologistas previram com relutância uma ameaça muito maior para as Ilhas Marianas. Como resultado, muitos cidadãos se sentiram com falta de preparação e insuficientemente avisados para o tufão.
Nove abrigos nas Ilhas Marianas do Norte foram abertos para acomodar famílias que precisam de assistência. Várias escolas abriram salas de aula como centros de evacuação. Em Guam, dez escolas foram usadas como abrigos, e no dia do impacto 2.271 as pessoas estavam em abrigos. Na Rota, 159 pessoas procuraram abrigo e, em Saipan, 549 estavam em abrigos no dia do impacto. Os funcionários do Hospital Guam Memorial aconselharam todas as mulheres grávidas dentro de 32 semanas após a data de entrega para o check-in. O Escritório de Defesa Civil de Guam entrou com a papelada para a Agência Federal de Gerenciamento de Emergências declarar a ilha uma área de desastre. O governador Carl TC Gutierrez tomou medidas semelhantes para declarar o estado de emergência para a área.  Seguindo a experiência de tufões anteriores, o jornal Pacific Daily News de Guam se preparou para fornecer atualizações na Internet para a tempestade, incluindo o reforço do prédio, a manutenção de suprimentos de comida suficientes para a equipe e o envio de dois repórteres em outros lugares da ilha; o jornal foi a única fonte imediata de informação sobre o tufão fora de Guam.
No início de sua duração, Pongsona afetou Pohnpei pela primeira vez como uma tempestade tropical. Lá, produziu fortes chuvas e rajadas de vento, embora poucos danos tenham sido relatados. Mais tarde, trouxe ventos com força de tempestade tropical para Chuuk. As altas ondas da tempestade atingiram e cobriram alguns atóis.

### Guam

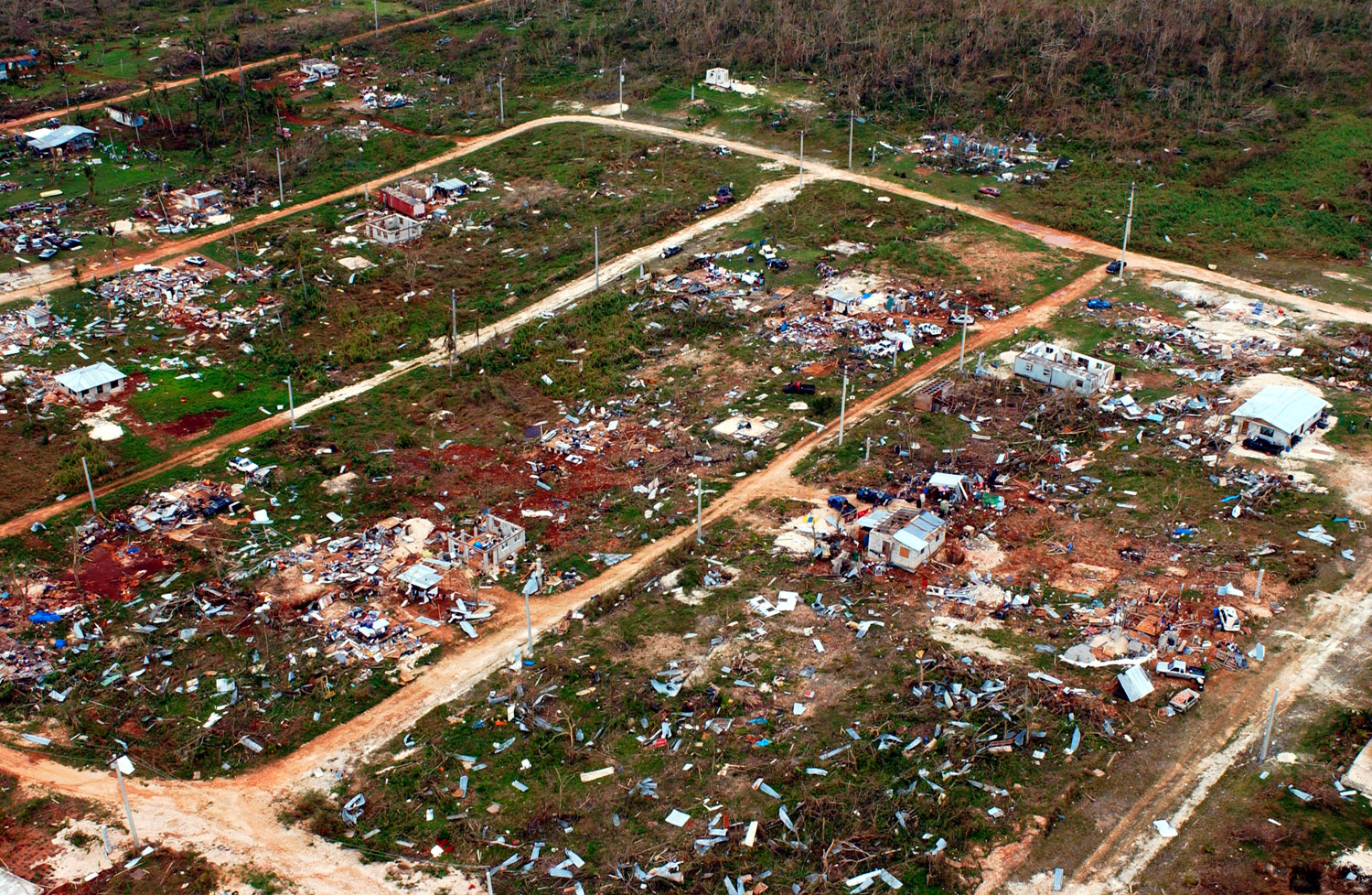
Danos de Pongsona em Guam

O tufão Pongsona manteve um olho de 65 km (40 mi) diâmeêtro  ao cruzar a porção norte da ilha de Guam; a Base da Força Aérea de Andersen ficou no olho por duas horas. Os ventos sustentados do tufão atingiram o pico em 232 km/h (144 mph) com rajadas chegando a 278 km/h (173 mph); rajadas de pelo menos 160 km/h (100 mph) afetaram toda a ilha. A pressão mais baixa na ilha foi 935 milibares (27,61 inHg ), fazendo de Pongsona o terceiro tufão mais intenso a atingir Guam; está atrás de apenas um tufão em 1900 (926 mbar, 27,34 inHg) e Tufão Karen de 1962 (932 mbar, 27,52 inHg).
As comunicações na ilha falharam devido aos ventos; toda a ilha ficou sem energia e serviço telefônico. Os ventos danificaram bastante 715 postes de energia e 513 transformadores, deixando cerca de US $ 52 milhões em danos elétricos relatado (2002 USD). O link de comunicação do escritório meteorológico local foi cortado depois que uma inundação danificou uma instalação de telecomunicações, causando o Serviço Meteorológico Nacional em Honolulu, Havaí, para temporariamente fornecer suporte alternativo emitindo alertas e avisos. Muitos anemômetros perto da costa norte falharam com os ventos. Os ventos derrubaram várias paredes no Hospital Memorial Guam, resultando em grandes danos ao longo dos dois terços do norte das instalações e várias unidades sendo fechadas . Vários hotéis, igrejas e escolas sofreram danos moderados, e o Aeroporto Internacional Antonio B. Won Pat sofreu danos ao equipamento de navegação. O tufão Pongsona também deixou 65% dos poços de água da ilha inoperável, com a maior parte de Guam sem serviço de água após a tempestade. Autoridades estimam que o tufão destruiu 1.300 casas, danificou gravemente 1.825 e danificou levemente 4.800.

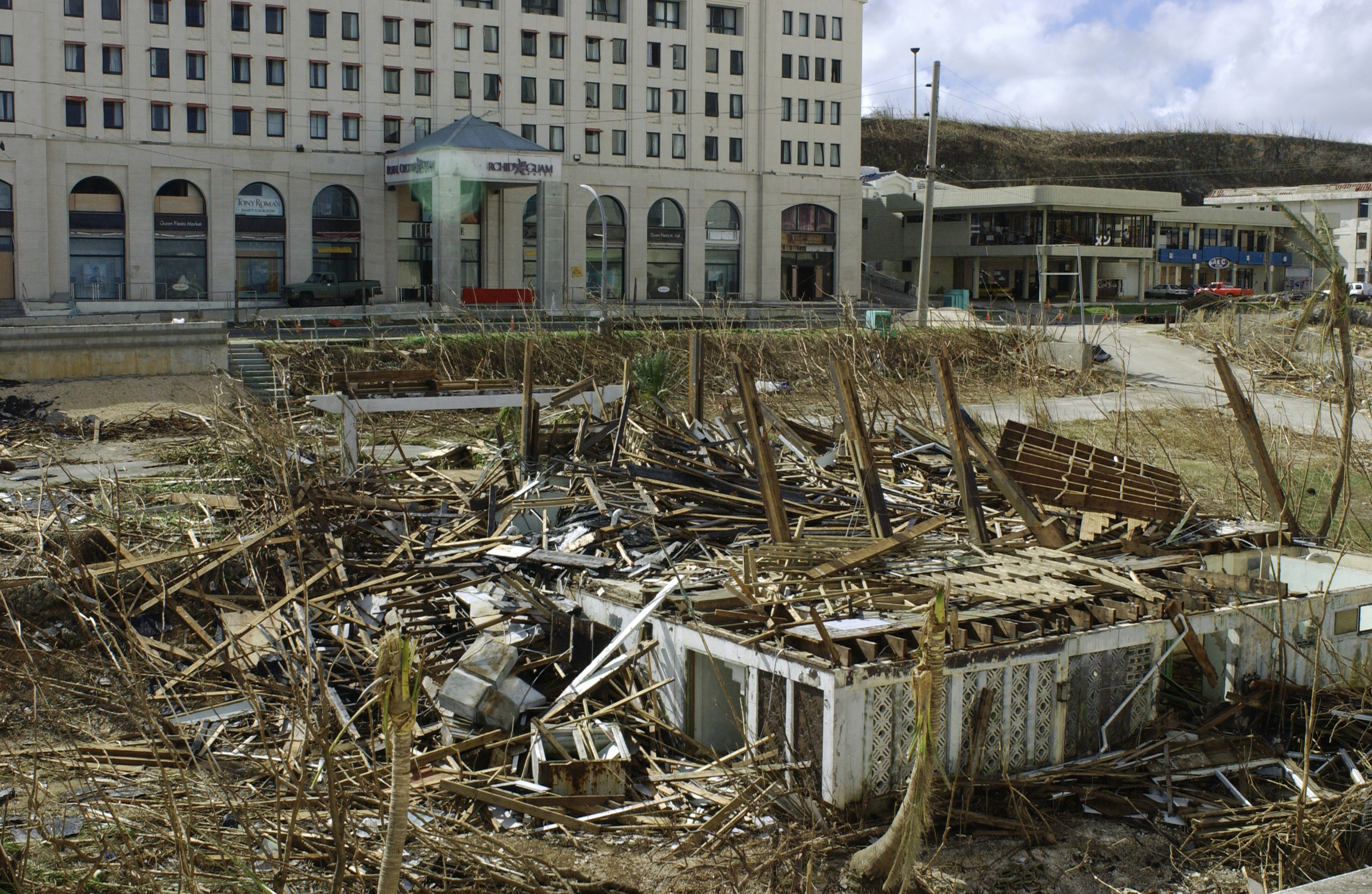
Danos causados pelo tufão em Guam

Seguindo lentamente pelo centro da ilha, as intensas bandas de chuva internas lançaram fortes chuvas que chegaram ao pico de 650 mm (25,61 em) na Universidade de Guam. A precipitação levou a um fluxo recorde nos rios Pago e Asan; rios transbordados causaram danos a algumas estradas e pontes. A chuva também causou inundações extensas em várias aldeias. Pongsona produziu uma onda de tempestade de até 6 m (20 ft) em alguns locais, com 3-4 m (9–13 ft) gravado perto da parede do olho. Uma considerável inundação de tempestade ocorreu de Tumon ao sul até Piti, deixando alguns edifícios na costa oeste da ilha inundados com 1 m (4 pés) de água. A combinação de fortes tempestades e ondas fortes causou considerável erosão na praia e severos danos costeiros.
Em Guam, os danos totalizaram mais de US $ 700 milhões, colocando-o entre os cinco tufões mais caros da ilha. O tufão feriu 193 pessoas, conforme relatado pelo Departamento de Saúde de Guam; a maioria eram lacerações e fraturas causadas por vidro voando e outros detritos. Houve uma morte indireta atribuída à tempestade, quando uma mulher de 71 anos foi cortada por um vidro voador e posteriormente sofreu um ataque cardíaco fatal; a ajuda médica não pôde alcançá-la devido à intensidade da tempestade. Como seis tufões passaram diretamente sobre a ilha durante os dez anos anteriores, as autoridades em Guam promulgaram padrões rígidos de construção, reduzindo o número de mortes e ferimentos. O tufão foi considerado pelo público o pior tufão que já atingiu a ilha devido ao grande olho que afeta a maioria da população.

### Ilhas Marianas do Norte

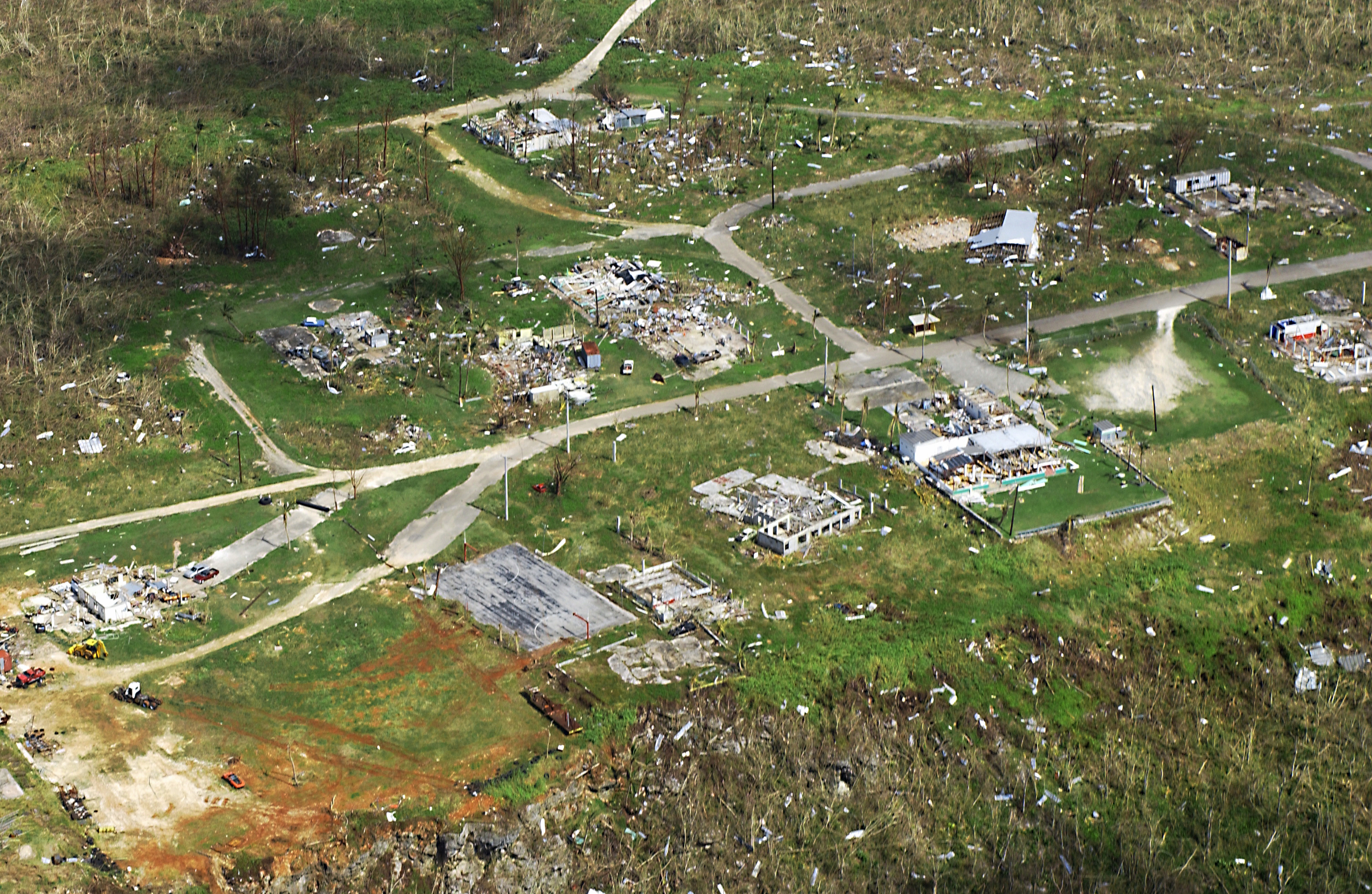
Danos de tufão em Rota

Pongsona produziu ventos sustentados de 126 km/h (78 mph) com rajadas de 137 km/h (85 mph) em Rota. A combinação de ventos e outros efeitos do tufão destruiu 114 casas, danificou seriamente 154 e causou danos menores a 306; na ilha, cerca de 200 famílias ficaram desalojadas. O tufão produziu uma maré de tempestade de 6,7 m (22 pés) na aldeia de Songsong, que cruzou cerca de 80% da península sudoeste em Rota. A onda causou erosão moderada na praia da ilha e destruiu um píer de combustível e um oleoduto de carregamento. Além disso, o tufão causou graves danos às plantações da ilha. Ao todo, o tufão causou dez feridos leves na Rota e resultou em danos de mais de $ 30 milhões.
Em Tinian, a passagem de Pongsona destruiu duas casas; sete sofreram danos graves e outros oito sofreram danos menores. Os ventos danificaram as linhas de energia, causando duas falhas de energia em toda a ilha. Grandes danos à colheita foram relatados.

## Rescaldo

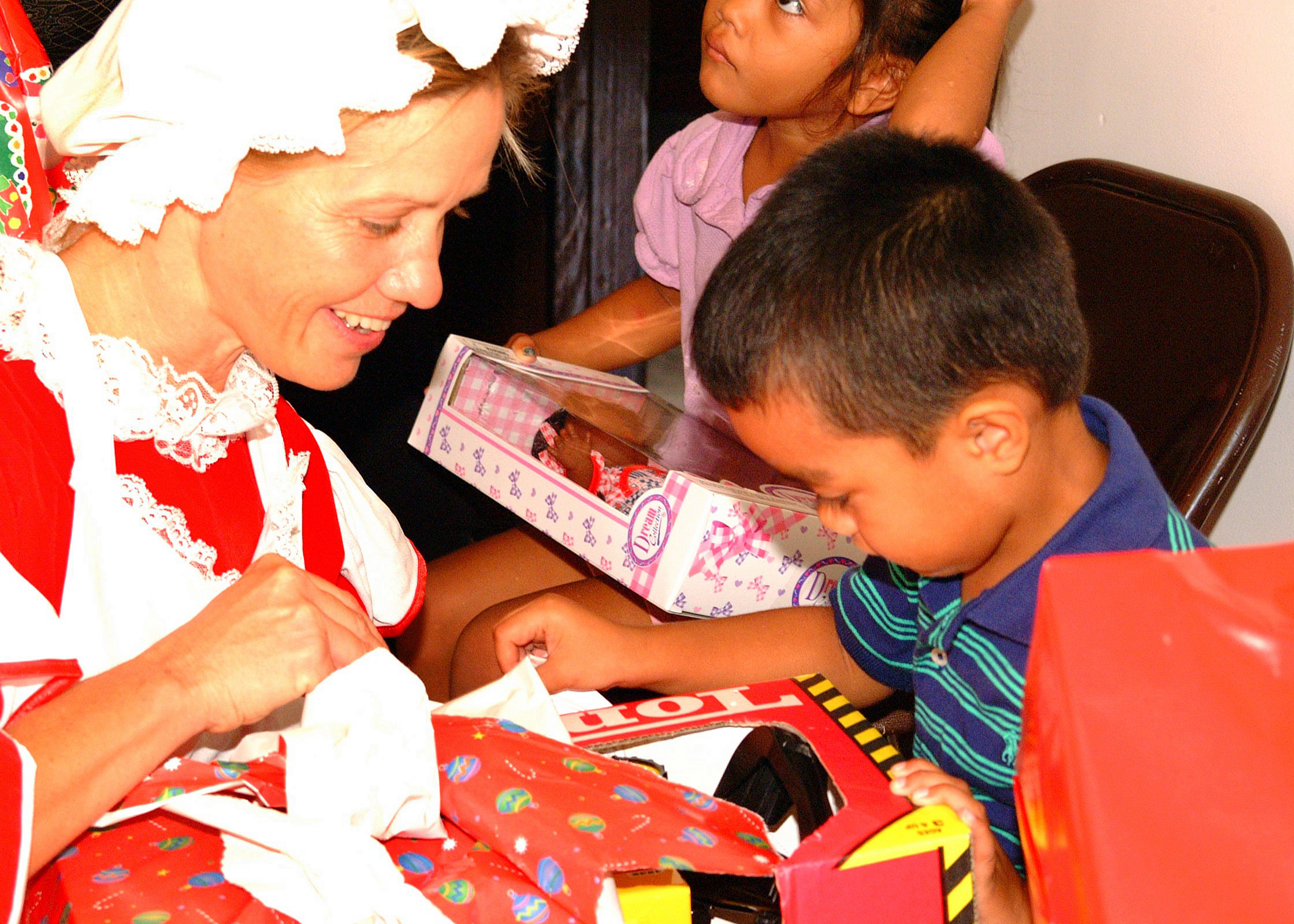
A Tenente da Marinha dos Estados Unidos Lisa Braun, do Hospital Naval dos Estados Unidos de Guam, entrega um brinquedo a uma criança Chalan Pago-Ordot deslocada após o Supertufão Pongsona durante um evento de Natal realizado para as crianças

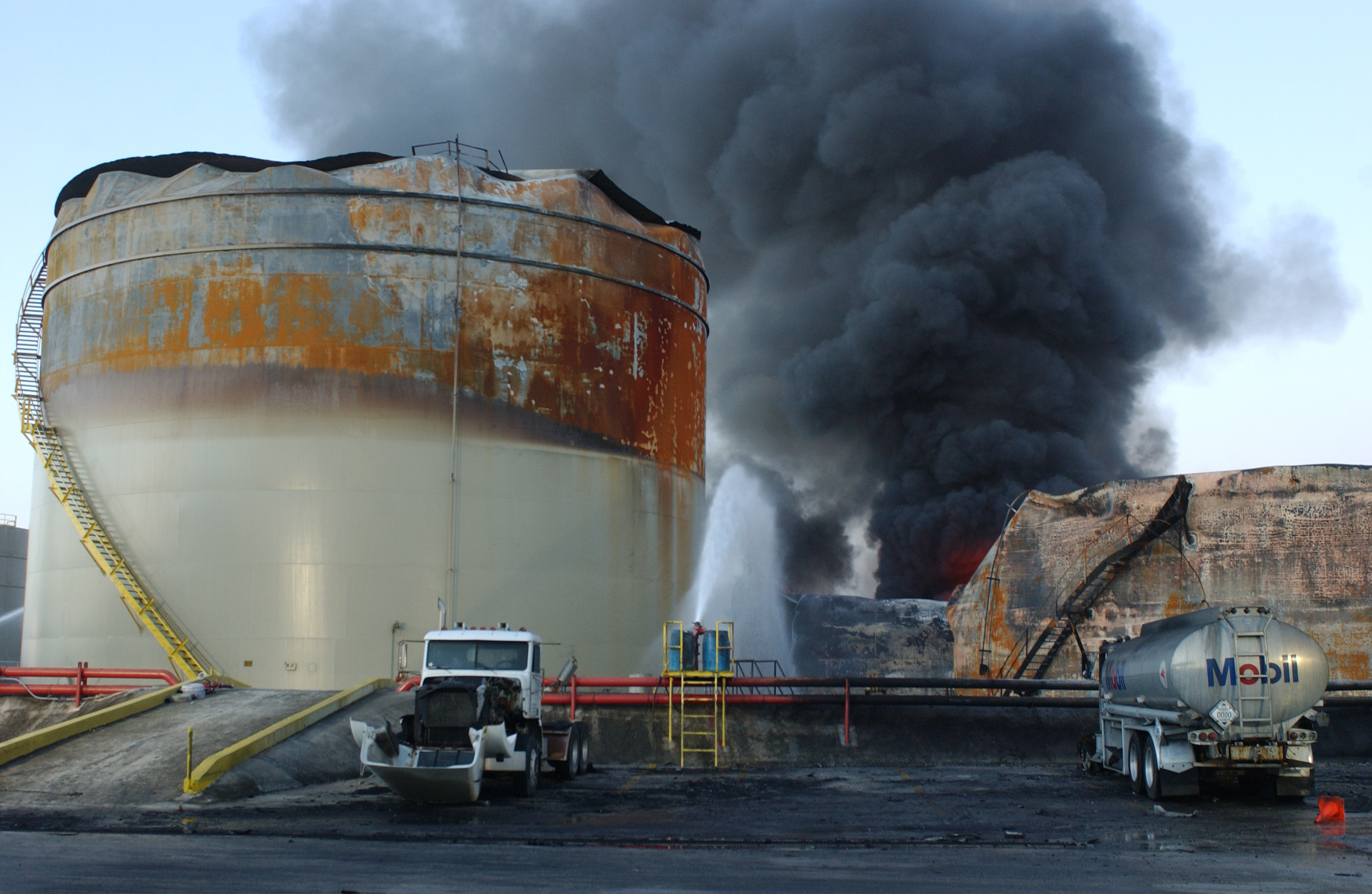
Incêndio em tanque de gasolina na Ilha das Cabras

Durante o auge do tufão na Ilha das Cabras, em Guam, um tanque de gasolina pegou fogo, que se acredita ser devido ao atrito causado por ventos extremamente fortes em seu sistema de ventilação. O tanque explodiu, enviando sua tampa para o ar e espalhando o fogo para outros tanques próximos. A proximidade dos tanques, bem como a baixa pressão da água, dificultaram os esforços de combate a incêndios, e o incêndio foi extinto cinco dias depois; resultou em três tanques de gasolina destruídos com mais dois pegando fogo. Enquanto o fogo ardia, o transporte de gasolina do porto para o resto de Guam foi suspenso, resultando na paralisação das vendas de gasolina para o público em geral.

### Retirada do nome
Devido aos danos causados pela tempestade, o nome Pongsona foi retirado durante a 38ª sessão da Comissão Econômica e Social para a Ásia e o Pacífico e o comitê de tufões da Organização Meteorológica Mundial em novembro de 2005; foi substituído pelo nome Noul.